# Aeroportul Hall Beach
Aeroportul Hall Beach (IATA: YUX, ICAO: CYUX) este un aeroport din Sanirajak⁠(d), Qikiqtaaluk Region⁠(d), Nunavut, Canada.
Situat la o altitudine de 9 m, aeroportul dispune de o singură pistă.